# Our Earthly Pleasures
Albums de Maxïmo Park
Missing Songs
(2006) Quicken the Heart
(2009)
Singles
1. Our Velocity
Sortie : 19 mars 2007
2. Books from Boxes
Sortie : 11 juin 2007
3. Girls Who Play Guitars
Sortie : 20 août 2007
4. Karaoke Plays
Sortie : 3 décembre 2007

Our Earthly Pleasures est le deuxième album du groupe britannique Maxïmo Park, sorti en 2007 sur le label Warp.

## Liste des chansons
| No  | Titre                    | Durée |
| --- | ------------------------ | ----- |
| 1.  | Girls Who Play Guitars   | 3:12  |
| 2.  | Our Velocity             | 3:20  |
| 3.  | Books from Boxes         | 3:28  |
| 4.  | Russian Literature       | 3:07  |
| 5.  | Karaoke Plays            | 4:08  |
| 6.  | Your Urge                | 3:57  |
| 7.  | The Unshockable          | 3:16  |
| 8.  | By the Monument          | 2:59  |
| 9.  | Nosebleed                | 3:25  |
| 10. | A Fortnight's Time       | 3:01  |
| 11. | Sandblasted and Set Free | 3:58  |
| 12. | Parisian Skies           | 3:56  |

| 13. | Pride Before a Fall | 3:14 |
| 14. | Distance Makes      | 2:12 |

| 13. | Robert Altman | 2:23 |